# Селина (епископ Готский)
Сели́на (Сели́ний; др.-греч. Σεληνᾶς, Σελίνας, IV век) — третий епископ го́тов.

## Биография
Селина родился от отца гота и матери фригиянки. Сократ Схоластик писал, что Селина свободно разговаривал на обоих языках (готском и, вероятно, фригийском), благодаря чему, с равной легкостью учил в церкви на обоих языках. Ермий Созомен называл у Селины вместо фригийского греческий язык. При епископе Вульфиле Селина был писцом, после смерти Вульфилы стал его преемником — епископом готов. Ермий Созомен сообщал, что Селина для готов был религиозным лидером и почти все готы поддерживали его. Селина возглавлял арианскую христианскую общину.
Во время архиерейства Селины между арианами в Константинополе произошло разделение. Причиной разделения стал вопрос о том, мог ли Бог называться Отцом прежде существования Сына. Дорофей из Антиохии учил, что Отцом нельзя ни быть, ни называться прежде существования Сына. Марин из Фракии учил противоположному: Бога всегда можно называть Отцом, даже и прежде существования Сына. Ариане разделились на две общины, каждая из них начала делать особые молитвенные собрания. Сторонники Дорофея оставались в прежних своих местах, а последовавшие Марину устроили собственные молитвенные дома. Сторонники Марина получили название «псафириане» (др.-греч. ψαθυριανοὶ), потому что Феоктист псафирополь (др.-греч. Θεόκτιστός τις ψαθυροπώλης) — пирожник, продавец пирогов, родом из Сирии, с особенной горячностью стоял за мнение Марина. Селина Готский, а вместе с ним и готы, приняли мнение Марина, по этой причине псафириане получили другое название — «готфяне (готты)» (др.-греч. γότθοὶ). Раскол в арианстве продолжился 25 лет. Он закончился во время правления императора Феодосия II Младшего и в консульство военачальника Плинфы (др.-греч. Πλῖνθα). Арианами было принято мнение псафириан, они установили для себя в будущее время не касаться этого вопроса.